# Ludwig-Musser
Ludwig-Musser (poznatija samo kao Ludwig) je američka manufaktura iz Chicaga, osobito poznata po proizvodnji i razvoju udaralačkih glazbenih instrumenata, danas u vlasništvu tvrtke Conn-Selmer, Inc.

## Povijest
Radionicu su osnovala 1909. godine, braća William F. i Theo Ludwig, djeca njemačkih emigranata. 
Na samom početku tvrtka se je zvala  Ludwig & Ludwig i proizvodila je pedalu za bas bubanj ( izum Williama F. Ludwiga). Postupno je tvrtka počela proizvoditi bubnjarske komplete i žičane instrumente poput bendža. 
Za vrijeme velike gospodarske krize (1929.-1933.)  koja je zahvatila i
ameriku, tvrtka se morala ujediniti s  C.G. Conn Company. Zbog toga je William nezadovoljan politikom poduzeća izašao iz poduzeća 1936. i osnovao vlastitu tvrtku W.F.L. Drum Company 1937. godine.
1955., godine C.G. Conn Company je kupila W.F.L. Drum Company i prezvala se u Ludwig Drum Company. 1966. godine ta tvrtka je kupila Musser Marimba Company koja je proizvodila udaraljkaške instrumente; vibrafone, marimbe, zvona, i ksilofone. 
1960-te su bile sretne godine za tvrtku Ludwig, tada su standardizirali proizvodnju bubnjarskog kompleta i počeli ulagati u propagandu, najpoznatiji endorseror(korisnik proizvoda)  tvrtke bio je Ringo Starr iz sastava Beatles koji je tvrtku Ludwig učinio svjetski poznatom. Ostali poznati bubnjari koji su svirali na Ludwig bubnjevima bili su; Ian Paice (iz sastava Deep Purple), John Bonham (iz Led Zeppelina), Keith Moon (iz The Who), Roger Taylor (iz Queena), Bill Ward (iz Black Sabbath) i Nick Mason (iz Pink Floyda) oni su osigurali bubnjevima Ludwig prestižnu poziciju šesdesetih godina.
Tijekom 1970-ih Ludwig je izbacio seriju bubnjeva s prozirnim okvirima, izrađenim od akrilnih vlakana, takozvane - Vistalite drums, bubnjevi koji su bili osobito popularni tih godina, i koje su imitirali ostali prizvođači.
U toku 1980., Ludwig je počeo gubiti svoju lidersku poziciju, proizvođača vrhunskih bubnjeva, u borbi s jeftinijom konkurencijom naročito onom iz dalekog Istoka. I pored bitno ojačale konkurencije na Ludwig bubnjevima, i danas koncentrira i nastupa velik broj vrhunskih bubnjara.

## Poznati bubnjari koji su bubnjali ( ili bubnjaju) na Ludwig bubnjevima
- Frankie Banali (Quiet Riot, W.A.S.P.)
- Jason Bonham (Bonham, Robert Plant, Foreigner)
- John Bonham (Led Zeppelin)
- Clive Burr (Iron Maiden, Desperado, Praying Mantis)
- Bun Carlos (Cheap Trick)
- Eric Carr (KISS)
- Tré Cool (Green Day)
- John Cowsill (The Beach Boys)
- Stefano D'Orazio (Pooh)
- Steve Gorman (The Black Crowes)
- Chad Kinner (John McLaughlin)
- Nick Mason (Pink Floyd)
- Keith Moon (The Who)
- Ian Paice (Deep Purple)
- Carl Palmer (Asia, Arthur Brown)
- Steve Riley (L.A. Guns, W.A.S.P.)
- Max Roach (Dizzy Gillespie, Charlie Parker, Thelonious Monk)
- Bobby Rondinelli (Rondinelli, Black Sabbath, Riot)
- Matt Sorum (Velvet Revolver, Guns n' Roses)
- Ringo Starr (Beatles)
- Jason Sutter (Chris Cornell)
- Roger Taylor (Queen)
- Alex Van Halen (Van Halen)
- Ronnie Vannucci (The Killers)
- Bill Ward (Black Sabbath)
- Alan White (Yes)
- Matteo Greco (Cheap Mondays)

## Vanjske poveznice
- Službene stranice kompanijeLudwig
- Portal posvećen Vistalites Ludwig  Arhivirana inačica izvorne stranice od 9. travnja 2009. (Wayback Machine)